# Татарські Ключі
Тата́рські Ключі́ (рос. Татарские Ключи) — присілок у складі Юкаменського району Удмуртії, Росія.
Населення — 187 осіб (2010; 208 в 2002).
Національний склад (2002):
- татари — 73 %